# كلية الشرق الأوسط
كلية الشرق الأوسط هي مؤسسة تعليمية خاصة تقع في مسقط بسلطنة عُمان. تأسست عام 2002 وتعتبر إحدى مؤسسات التعليم العالي الرائدة في سلطنة عمان، حيث تضم أكثر من 5100 طالب. الكلية تابعة لجامعة كوفنتري بالمملكة المتحدة، وتقع في واحة المعرفة مسقط.

## التاريخ
تأسست كلية الشرق الأوسط في عام 2002 على يد الدكتور عبد الله سيف أحمد الصباحي والسيد لفير محمد، بالتعاون مع صندوق تقاعد قوات السلطان الخاصة (SSFPF).

## الجوانب الأكاديمية
تركز كلية الشرق الأوسط على التعليم أكثر من البحث الأكاديمي، وتقدم مجموعة متنوعة من البرامج الأكاديمية في مجالات الهندسة والأعمال والتكنولوجيا. تشمل البرامج الأكاديمية ما يلي:

### برامج البكالوريوس
- الهندسة الميكانيكية
- الهندسة المدنية
- الإلكترونيات والأجهزة
- الإلكترونيات والاتصالات
- هندسة الحاسوب (الأمن السيبراني)
- هندسة الحاسوب (الشبكات)
- مسح الكميات وإدارة الإنشاءات
- علوم الكمبيوتر (تحليلات البيانات)
- علوم الكمبيوتر (تكنولوجيا البرمجيات)
- علوم الكمبيوتر (علوم الحاسوب)
- الإدارة اللوجستية
- إدارة الأعمال (الإدارة العامة)
- إدارة الأعمال (التسويق)
- إدارة الأعمال (الموارد البشرية)
- إدارة الأعمال (المحاسبة والمالية)
- إدارة المحفوظات والسجلات

### برامج الدراسات العليا
- ماجستير في إدارة الأعمال (MBA)
- ماجستير في تكنولوجيا المعلومات
- ماجستير في الأمن السيبراني
- ماجستير في التكنولوجيا المالية
- ماجستير في مشاريع البناء وإدارة التكاليف
- ماجستير في الهندسة الإلكترونية
- ماجستير في إدارة السجلات والمعلومات

## الشراكات والروابط الدولية
لدى كلية الشرق الأوسط العديد من الشراكات الأكاديمية مع مؤسسات عالمية رائدة، مثل:
- جامعة كوفنتري (المملكة المتحدة)
- جامعة بريدا للعلوم التطبيقية (المملكة المتحدة)

كما تشارك الكلية في برامج تبادل ثقافي مع جامعات في دول مثل الهند تإيطاليا وكوريا الجنوبية وإسبانيا والمملكة المتحدة.

## الأنشطة الطلابية
تشمل الأندية الطلابية في كلية الشرق الأوسط ما يلي:
- نادي الحوسبة
- نادي الإلكترونيات
- نادي التصميم
- نادي التصوير الفوتوغرافي
- نادي الرياضيات
- نادي الشبكة
- جمعية الأعمال
- جمعية الدراما
- جمعية التحدث باللغة الإنجليزية

## الشراكات الصناعية
تعمل كلية الشرق الأوسط على تعزيز شراكاتها مع عدد من المؤسسات والشركات العالمية في مجالات تكنولوجيا المعلومات والهندسة، مثل:
- أكاديمية مايكروسوفت لتكنولوجيا المعلومات
- برنامج مبادرة أكاديمية أوراكل
- برنامج أكاديمية سيسكو للشبكات
- منحة مجلس EC
- SAP
- معهد Linux الاحترافي
- هيئة تكنولوجيا المعلومات، عمان